# Enllaç C-Zr

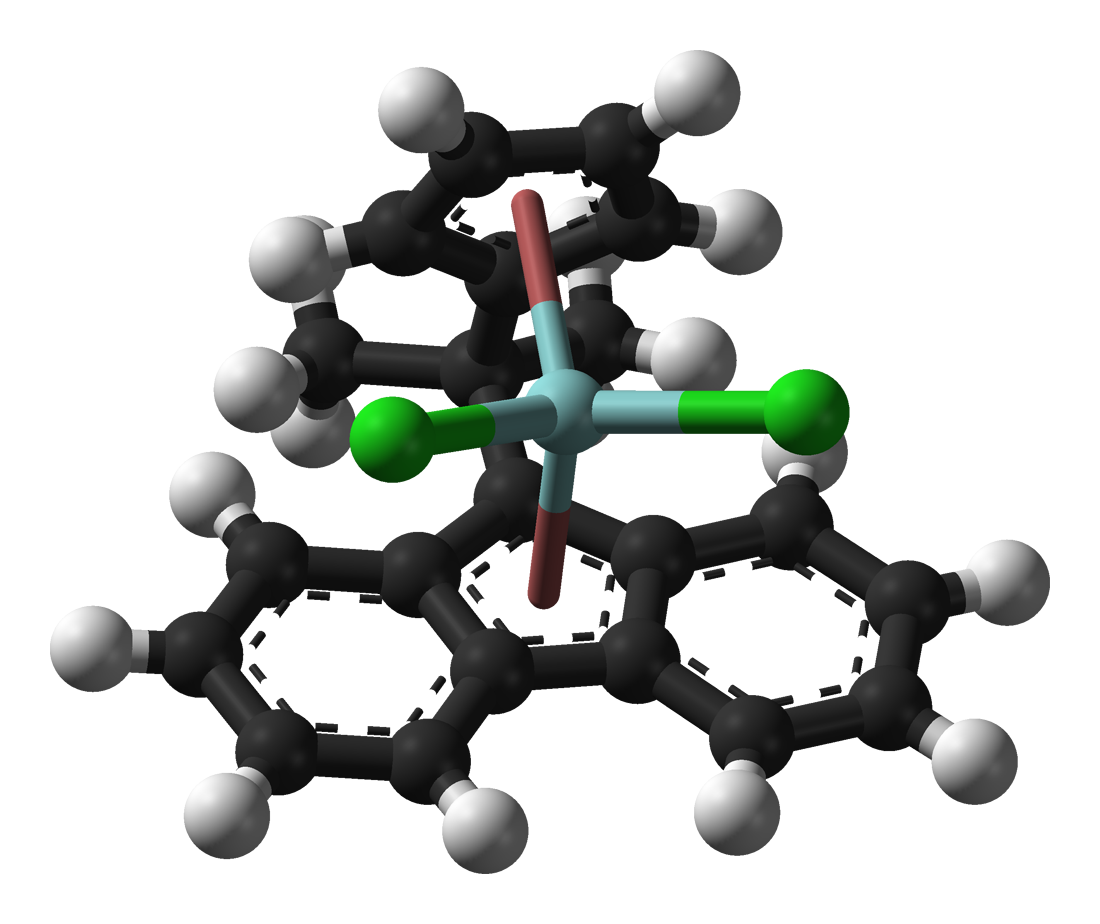
Un catalitzador estil Ewen de zirconizè per produir polipropilè sindiotàctic

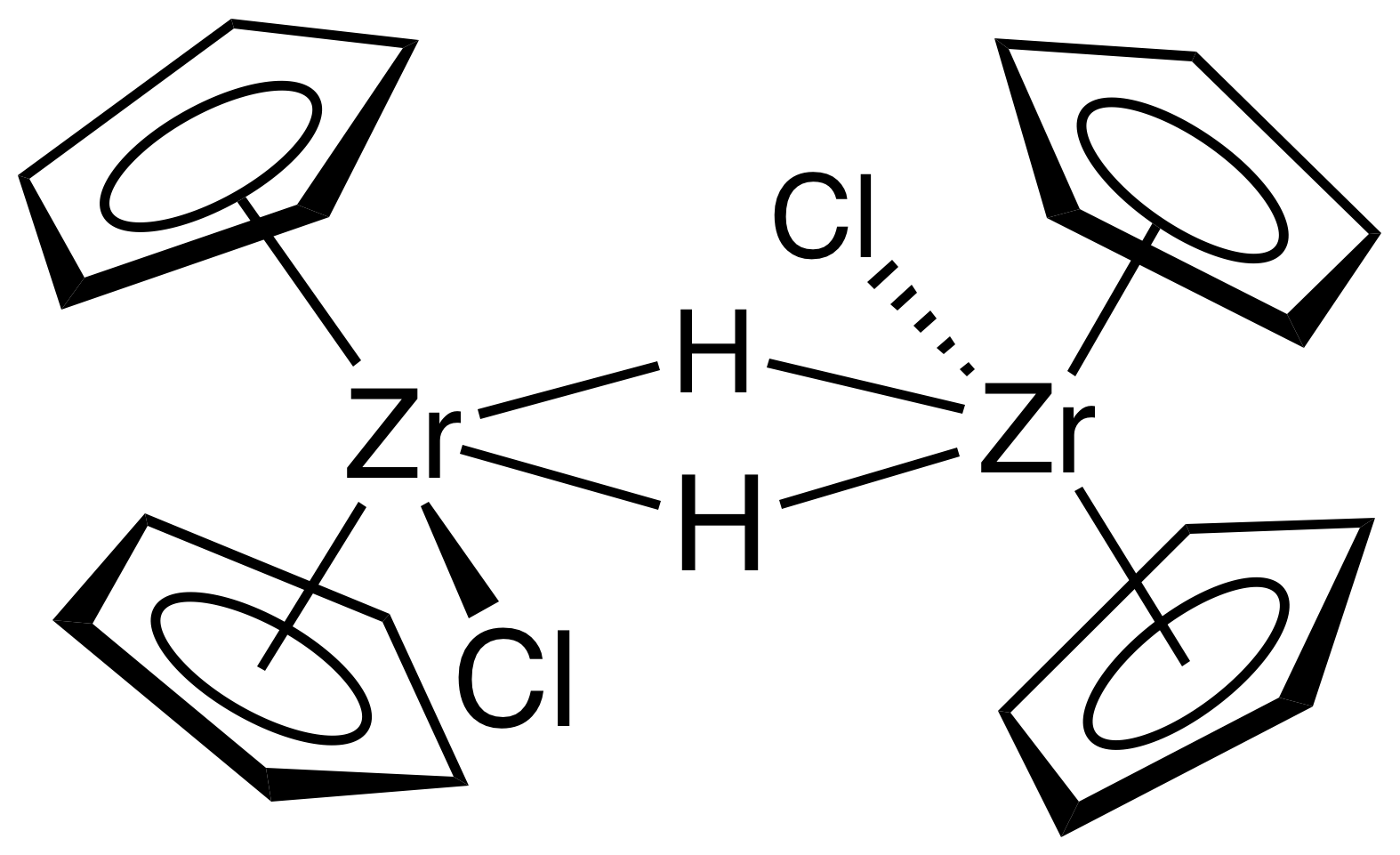
Estructura del reactiu de Schwartz

Els compostos d'orgazirconi (o compostos orgànics del zirconi) són compostos químics que contenen un enllaç químic entre carboni (C) i zirconi (Zr) (enllaç C-Zr). La química de l'organoziconi és la química dels compostos organometàl·lics que contenen un enllaç químic carboni-zirconi (C-Zr).
En general, els compostos d'organozirconi són estables i no tòxics. S'utilitzen en química orgànica com a intermedi en la síntesi de compostos químics i comparteixen característiques amb els compostos d'organotitani, també un element del Grup 4. Els compostos d'organozirconi han estat àmpliament estudiats, en part perquè són catalitzadors útils en la polimerització Ziegler-Natta.
El primer compost organozirconi descobert (1953) va ser el dibromur de zirconizè, pertany a la família dels metal·locens. Es va preparar en una reacció del bromur de ciclopentadienil magnesi i de clorur de zirconi (IV). Els zirconizens s'utilitzen com a catalitzadors de polimerització; el seu ús va substituir parcialment els tradicionals catalitzadors de Ziegler-Natta.

## Hidrurs de zirconi i hidrozirconació
El 1966, es va obtenir Cp₂ZrH₂ per reacció de (Cp)₂Zr(BH₄)₂ amb trietilamina. El 1970, el clorhidrat relacionat (actualment anomenat reactiu de Schwartz) es va obtenir mitjançant la reducció del diclorur de zirconizè (per als relacionats LiAlH(t-BuO)₃). S'ha investigat la reacció d'aquests nous hidrurs amb àcids carboxílics (per exemple, amb compostos com CpZr(OCOR)₃) i el 1971 va arribar les seves reaccions amb els alquins.
Posteriorment, es va veure que el rectiu de Schwartz ([Cp₂ZrHCl]₂) participava en hidrozirconació, que gaudeix d'una certa utilitat en la síntesi orgànica. Els substrats per a l'hidrozirconació són alquens i alquins. Amb els alquins terminals predomina el producte terminal de vinil zirconi. Les reaccions secundàries són addicions nucleofíliques, transmetal·lacions, addicions conjugades, reaccions d'acoblament, carbonilació i halogenació.

## Zirconiciclització
El diclorur de zirconizè es pot utilitzar per ciclitzar enins i diens per donar sistemes alifàtics cíclics o bicíclics.

## Química de l'organohafni

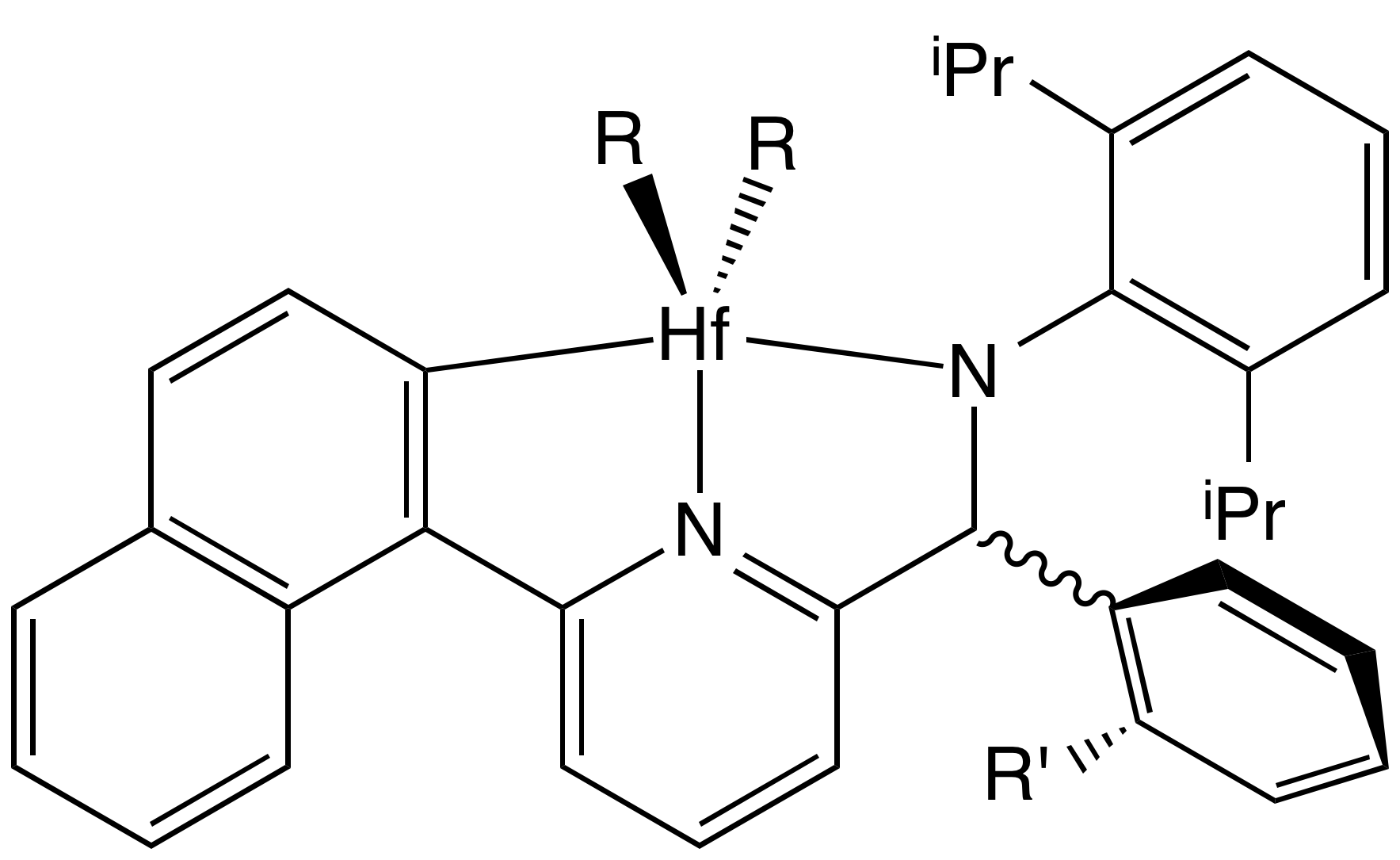
Estructura genèrica d'un catalitzador post-metal·locè basat en el disseny de piridilamida de Dow

Els compostos d'organohafni es comporten gairebé de manera idèntica als compostos d'organozirconi, ja que l'hafni, que està just a sota del zirconi a la taula periòdica, té propietats químiques similars al zirconi. Es coneixen molts compostos de l'hafni anàlegs als compostos del zirconi, incloent el diclorur de bis(ciclopentadienil)hafni (IV), dihidrur de bis(ciclopentadienil)hafni (IV), i el dimetilbis(ciclopentadienil)hafni (IV).
Els complexos catiònics de l'hafnizè, catalitzadors post-metal·locènics, s'utilitzen a escala industrial per a la polimerització d'alquens.